# Station Ramsel
Station Ramsel is een voormalig spoorwegstation langs spoorlijn 29 in Ramsel, een deelgemeente van de gemeente Herselt.
Het oude spoorwegstation is, nadat het buiten gebruik was, verplaatst. Dit was in opdracht van de toenmalige burgemeester Verbist Hendrik. Hij liet het verzetten naar zijn visclub V.N.A. in de Visvijverstraat, waar het nu nog steeds dienst doet als opbergruimte voor vismateriaal. Het vroegere spoorwegstation bevond zich net buiten het dorp in de Stationsstraat, ter hoogte van het "Statieplein" (nu "Perronstraat"). Vroeger was dit station heel bedrijvig. Zowel voor goederen als later voor personenvervoer. De lijn werd in gebruik genomen op 28 februari 1863 als onderdeel van de lijn Leuven-Aarschot-Herentals. Lijn 29 was een enkelsporige lijn, maar reeds van bij de onteigeningen voor de aanleg van het spoor werd er rekening gehouden om deze later uit te breiden naar dubbelspoor. Net voor de eeuwwisseling in 1900 werd Ramsel een stopplaats. Op 31 mei 1959 reed de laatste reizigerstrein op de verbinding Leuven-Aarschot-Herentals-Turnhout.
3,7: Ramsel ·
6,7: Westmeerbeek ·
7,8: Hulshout ·
9,9: Heultje ·
14,1: Noorderwijk-Morkhoven ·
15,8: Schravenhage ·
22,0: Herentals ·
27,9: Lichtaart ·
31,3: Tielen ·
39,4: Turnhout ·
48,3: Weelde-Merksplas ·
49,0: Baarle-Nassau Grens ·
53,7: Baarle-Nassau ·
58,3: Alphen ·
65,4: Riel ·
71,9: Tilburg Universiteit ·
75,2: Tilburg